# Ольстер Тауншип (округ Бредфорд, Пенсільванія)
Ольстер Тауншип (англ. Ulster Township) — селище (англ. township) в США, в окрузі Бредфорд штату Пенсільванія. Населення — 1310 осіб (2020).

## Демографія
Згідно з переписом 2010 року, у селищі мешкало 1337 осіб у 541 домогосподарстві у складі 363 родин. Було 618 помешкань
Расовий склад населення:
| - 98,1 % — білих - 0,9 % — чорних або афроамериканців - 0,2 % — азіатів - 0,1 % — корінних американців |

До двох чи більше рас належало 0,6 %. Частка іспаномовних становила 0,9 % від усіх жителів.
За віковим діапазоном населення розподілялося таким чином: 23,0 % — особи молодші 18 років, 61,8 % — особи у віці 18—64 років, 15,2 % — особи у віці 65 років та старші. Медіана віку мешканця становила 42,2 року. На 100 осіб жіночої статі у селищі припадало 99,3 чоловіків;  на 100 жінок у віці від 18 років та старших — 98,3 чоловіків також старших 18 років.
Середній дохід на одне домашнє господарство  становив 60 671 долар США (медіана — 45 865), а середній дохід на одну сім'ю — 70 617 доларів (медіана — 68 750). За межею бідності перебувало 11,9 % осіб, у тому числі 8,2 % дітей у віці до 18 років та 15,2 % осіб у віці 65 років та старших.
Цивільне працевлаштоване населення становило 575 осіб. Основні галузі зайнятості: роздрібна торгівля — 17,4 %, виробництво — 17,2 %, освіта, охорона здоров'я та соціальна допомога — 14,6 %.